# 2013年奈洛比巴士攻擊事件
2013年奈洛比巴士攻擊事件是發生於2013年12月14日的一起恐怖袭击事件。肯亞奈洛比伊斯特利區的一輛小巴士被丟擲手榴彈並爆炸，造成至少四人死亡，十五人受傷。許多索馬利亞人居住於伊斯特利區，而索馬利亞青年黨也曾經在此地發動攻擊，因此懷疑該事件可能是索馬利亞極端份子所為。